# شان پورتر
شان پورتر (انگلیسی: Sean Porter) فیلم‌بردار اهل ایالات متحده آمریکا است. وی دانش‌آموختهٔ دانشگاه واشینگتن است.

## گزیده فیلمشناسی
از فیلم‌ها یا مجموعه‌های تلویزیونی که وی در آن‌ها نقش داشته‌است می‌توان به آثار زیر اشاره نمود.
- کومیکو، شکارچی گنج (۲۰۱۴)
- اتاق سبز[۴] (۲۰۱۵)
- تراست (فیلم) (۲۰۱۶)
- زنان قرن بیستم (۲۰۱۶)
- شب سخت (۲۰۱۷)
- کتاب سبز (فیلم) (۲۰۱۸)